# 宇部港駅
宇部港駅（うべこうえき）は、かつて山口県宇部市小串に所在した、日本貨物鉄道（JR貨物）宇部線貨物支線の貨物駅（廃駅）である。
前身である沖ノ山旧鉱駅（おきのやまきゅうこうえき）についても本稿にて述べる。

## 概要
後に小野田線の一部を構成する、宇部市と小野田市を結んでいた宇部電気鉄道の宇部側のターミナル駅「沖ノ山旧鉱駅」として1929年（昭和4年）に開業した。貨物列車のほかに旅客列車も運行され、パターンダイヤにより等間隔で列車が発着していた。
1930年（昭和5年）に宇部鉄道が宇部新川駅から連絡線を延伸して当駅に乗り入れ、貨物連帯輸送を開始。1931年（昭和6年）に旅客列車の乗り入れも開始され、2社の乗換駅となったが、等間隔輸送を行っていた宇部電気鉄道と省線の山陽本線を基準に運行していた宇部鉄道の相互利用は増えず、同社の旅客列車乗り入れは休止した。
宇部電気鉄道は1941年（昭和16年）に宇部鉄道へ吸収合併され、宇部新川駅と並ぶ同社のターミナル駅となった後、1943年（昭和18年）に戦時買収され国有化、宇部港駅に改称した。戦後、国鉄は旧宇部電気鉄道線である小野田線の居能駅から宇部新川駅方面へ新設線を建設、旅客列車は同駅方面へ乗り入れることになり、宇部港駅の旅客営業は廃止、旅客ホームも撤去され貨物専用駅として再編整備された。
貨物駅としては宇部港に面する宇部興産の最重要拠点工場と専用線で結ばれ、当駅で取り扱う貨物も同社向けの石灰石や石炭等が大半であった。宇部伊佐専用道路が開通する以前の最盛期には同社の美祢市にある工場から専用線を経て当駅まで1日33往復のピストン列車が運行され、当駅が貨物取扱量日本一（2位がピストン列車の起点にあたる美祢駅）を記録していた。
なお、当駅は工場の東半分へ続く専用線が分岐し、残りの西半分への専用線は隣駅の居能駅から分岐していた。その他に貯炭所が設けられていた宇部港石炭埠頭へ続く専用線もあり、石炭の出荷に使用されていた。
前述のパターンダイヤと並び、宇部電気鉄道は関西私鉄を参考に当駅を拠点とした事業経営を意識し、百貨店や電鉄バスなど関連事業に参入していた。当駅の東約600メートル地点にあった山口井筒屋宇部店は、当駅をターミナルとした宇部電気鉄道が沿線旅客の増加策として、山口市のちまきやと提携し開業した百貨店を源流としている。

## 歴史
- 1929年（昭和4年）5月16日：宇部電気鉄道 当駅 - 新沖山間開通と同時に、沖ノ山旧鉱駅として開業[1]。
- 1930年（昭和5年）4月29日：当駅 - 沖ノ山新鉱間が開通。
- 1931年（昭和6年）7月21日：宇部鉄道の支線として、宇部新川 - 当駅間の連絡線が開業し、当駅に乗り入れ。
- 1937年（昭和12年）10月1日：宇部鉄道の連絡線が旅客営業を廃止。貨物支線となる。
- 1941年（昭和16年）11月29日：宇部鉄道が宇部電気鉄道を合併。宇部鉄道単独駅となる。
- 1943年（昭和18年）5月1日：宇部鉄道が国有化、宇部西線所属となる。同時に宇部港駅に改称[1]。
- 1948年（昭和23年）2月1日：宇部西線が小野田線に改称。
- 1949年（昭和24年）3月1日：旅客営業を廃止（貨物駅となる）[6]。旅客列車は隣の西沖山駅（居能方）・港町駅（沖ノ山新鉱方）での折り返しとなる[6]。
- 1952年（昭和27年）4月20日：宇部線が居能経由の新線に切り替えられたことに伴い、小野田線の当駅 - 居能間と当駅 - 沖ノ山新鉱間が宇部線所属の貨物支線となり、宇部（現在の宇部新川） - 当駅間の小野田線貨物支線が廃止。
- 1961年（昭和46年）11月1日：当駅 - 沖ノ山新鉱間が廃止、宇部興産専用線となる。
- 1975年（昭和50年）4月：宇部市 - 美祢市間に宇部伊佐専用道路が開通。
- 1982年（昭和57年）3月：興産大橋が開通し宇部伊佐専用道路が全通。以降、貨物取扱量が激減する。
- 1987年（昭和62年）4月1日：国鉄分割民営化により日本貨物鉄道（JR貨物）の駅（宇部線所属）となる[1]。
- 1998年（平成10年）4月1日：美祢線美祢駅からの石灰石輸送貨物列車が廃止。
- 1999年（平成11年）7月1日：宇部駅継走の濃硝酸輸送貨物列車が廃止。列車の設定廃止。
- 2006年（平成18年）5月1日：居能 - 当駅間の廃止により、廃駅となる。
- 2011年（平成23年）2月：跡地に残存していた線路および事務所の建物が全て撤去解体。

## 駅周辺
- UBE宇部ケミカル工場
- UBE三菱セメント宇部セメント工場
- 国道190号

## 駅跡地
1999年（平成11年）の貨物支線休止後しばらくして、正式な廃線が決まっていないにもかかわらず踏切の線路側にガードレールが設置されたり、信号機の向きが横向きに変えられるなどされていた。正式廃止後にほとんどの線路が撤去されたが、それ以外の廃線跡は、廃止当時に近い状態のまま残されている。当駅の駅舎（事務室）は正式廃止後に撤去された。
その後、居能 - 当駅間の廃線跡に並行する国道190号から分岐する宇部湾岸道路（地域高規格道路山口宇部小野田連絡道路の一部区間）の建設が進められ、宇部港駅への引き込み線の跡地が部分的に道路用地となり、一部線路の撤去の後、残存していた線路と駅に関係する建物も2011年（平成23年）2月までに全て撤去解体された。線路跡地のうち、トライアル宇部中央店に隣接する部分は一時的に駐車場として利用されているが、将来は宇部湾岸道路の建設用地となる予定である。
また、2009年（平成21年）まで宇部港駅であった敷地の一部に『TSUTAYA JRF宇部中央店』が存在した。店舗名のJRFが示す通り、JR貨物が関連事業としてTSUTAYAのフランチャイズをしていた。その後は「TSUTAYA 宇部中央店」となり、地元書店の幸太郎本舗などを経営する山口産業がフランチャイズをしていたが、2014年（平成26年）に閉店。その後複合カフェの「快活CLUB宇部中央店」となっている。

### 跡地に立地する施設
駅の跡地は宇部市の中心市街地（中央町および新町）に位置するが、国道190号沿線にはロードサイド店舗が多数立地している。
- トライアル宇部中央店
- CoCo壱番屋宇部中央町店
- 快活CLUB宇部中央店
- 宇部地方合同庁舎
- 宇部興産中央駐車場

## 隣の駅
日本貨物鉄道（JR貨物）
宇部線貨物支線（2006年廃止区間）
居能駅 - 宇部港駅
- 旅客営業が廃止されるまでは、途中駅として西沖山駅があった。

日本国有鉄道
宇部線貨物支線（1961年廃止区間）
宇部港駅 - 沖ノ山新鉱駅
- 旅客営業が廃止されるまでは、途中駅として港町駅と発電所前駅があった。

小野田線貨物支線（1952年廃止区間）
宇部港駅 - 宇部駅
- 旅客営業が廃止されるまでは、途中駅として上町停留場があった。